# Южкабель
Завод «Южкабель» (укр. Завод «Південкабель») — крупнейшее предприятие электротехнической промышленности Украины, находится в Немышлянском районе Харькова.

## История

### 1943 - 1991
Строительство кабельного завода началось в конце 1943 года - согласно приказу № МК-298 Народного Комиссара электротехнической промышленности СССР от 7 октября 1943 года для обеспечения четырёх южных фронтов наступающих советских войск и для нужд восстанавливаемых и вновь строящихся промышленных предприятий.
В марте 1944 года завод выпустил первую продукцию - партию обмоточных проводов.
С 1945 по 1961 годы была сформирована основная инфраструктура и производственно-техническая база завода.
На заводе "Южкабель" впервые в СССР было внедрено и освоено производство эмаль-проводов без применения растворителей, что позволило значительно повысить их нагревостойкость, механическую и электрическую прочность (и тем самым способствовать уменьшению габаритов электрических машин). За создание провода ПЭТВА-ТС коллектив работников завода был награждён бронзовыми медалями ВДНХ СССР.
В 1972 году численность работников предприятия составляла 2100 человек.
По состоянию на 1 января 1976 года, завод производил 5 тысяч типоразмеров проводов и кабелей.
В 1970-1980 годы завод стал одним из лидеров кабельной промышленности СССР, его продукция экспортировалась в значительных объемах во многие страны мира.
По состоянию на начало 1985 года завод изготавливал провода и кабели около 5 тысяч маркоразмеров, а также выпускал иные хозяйственные товары народного потребления.

### После 1991
В 1997 году численность работников предприятия составляла 860 человек.
Первый проект по модернизации производства с момента провозглашения независимости Украины был реализован в 1999 году - в декабре 1999 года завод освоил производство эмалированных проводов на оборудовании фирмы "MAG" (Австрия).
В 2002 году завод выпустил кабельно-проводниковой продукции на сумму 150 млн. гривен (на 7% больше, чем в 2001 году).
В 2002 - июле 2003 года был реализован второй проект стоимостью 9,4 млн. долларов США: в эксплуатацию был введен цех по производству силовых кабелей с изоляцией из сшитого полиэтилена на напряжение 6-110 кВ. 2003 год завод "Южкабель" закончил с чистой прибылью 20,074 млн. гривен.
В ноябре 2003⦁	 - декабре 2004 г. был реализован третий проект: введён в эксплуатацию цех по изготовлению волоконно-оптического кабеля, оснащённый оборудованием финского производства мощностью 8 тыс. км кабеля в год (выпуск новой продукции был начат в августе 2005 года)⦁	.
В ноябре 2005 года численность работников предприятия составляла 1200 человек.
В мае 2006 г. был введен в эксплуатацию цех по производству защищенных и самонесущих изолированных проводов для воздушных линий электропередачи сечением до 120 мм². В 2006 году завод выпустил кабельно-проводниковой продукции на сумму 500 млн. гривен=.
К 2007 году завод освоил производство 12 тысяч маркоразмеров кабельно-проводниковой продукции.
Начавшийся в 2008 году экономический кризис осложнил положение предприятия, в четвёртом квартале 2008 года завод был вынужден перейти на неполную рабочую неделю и сократить объёмы производства. Тем не менее, в 2008 г. завод освоил производство силовых кабелей с изоляцией из сшитого полиэтилена на напряжение 6…330 кВ сечением жил до 2000 мм², которые прошли сертификационные испытания и получили международные сертификаты качества Европейского испытательного центра «КЕМА» (Голландия). Также успешно были проведены длительные испытания кабельной системы сверхвысокого напряжения в испытательном центре Всероссийского научно-исследовательского института кабельной промышленности.
К 2010 году хозяйственное положение предприятия стабилизировалось и в 2010 году завод вновь увеличил объемы производства.
В 2012 году завод выпустил продукции на сумму 930 млн. гривен.
20 сентября 2013 был введён в эксплуатацию цех по производству пожаробезопасных кабелей. В результате, общий объем инвестиций в техническое перевооружение завода составил более 1,2 млрд. гривен.
22 сентября 2014 года председатель Харьковского облсовета Сергей Чернов сообщил, что с августа 2014 года началось снижение объёмов производства продукции на заводе "Южкабель".
16 октября 2014 гендиректор завода В. М. Золотарев сообщил в интервью, что за первые десять месяцев 2014 года объемы производства завода в денежном выражении не уменьшились, поскольку курс украинской гривны по отношению к иностранной валюте снизился, а 38% выпускаемой продукции поставляется на экспорт. Однако реальное потребление заводом цветных металлов для производства кабелей за указанный период уменьшилось на 16%.
23 октября 2014 было объявлено, что за последние десять лет объем реализации продукции увеличился более, чем в четыре раза.
На апрель 2014 года, завод "Южкабель" изготавливает 18 тысяч маркоразмеров различных кабелей и проводов.
В феврале 2015 года Национальный технический университет «Харьковский политехнический институт», завод "Южкабель" и ООО "Содружество-Т" подписали уставные документы о создании научного парка на территории завода "Южкабель".
В апреле 2015 года специалистами международного Технического общества «Bureau Veritas Certification» в Украине осуществляется периодически ресертификационный аудит СМК.
В декабре 2019 года на выездном заседании постоянной депутатской комиссии по вопросам промышленности, экономического развития и собственности Харьковского горсовета завод "Южкабель" представил новую производственную линию по изготовлению внутриобъектовых и магистральных кабелей типа «гибкая микротрубка».

## Современное состояние
Завод выпускает 18 тысяч маркоразмеров кабельно-проводниковой продукции. Среди них:
- силовые кабели с изоляцией из сшитого полиэтилена на напряжение от 6 до 330 кВ включительно;
- силовые кабели с пропитанной бумажной изоляцией на напряжение от 1 до 10 кВ;
- контрольные и сигнально-блокировочные кабели;
- волоконно-оптические кабели связи;
- провода обмоточные, в том числе эмалированные;
- провода самонесущие и защищенные для воздушных ЛЭП, в т. ч. со встроенным волоконно-оптическим кабелем связи;
- кабели и провода, не распространяющие горение с пониженным дымо, - и газовыделением;
- огнестойкие безгалогенные кабели;
- изделия цветного проката;
- провода неизолированные с композитным сердечником.[26]

На предприятии функционирует система менеджмента качества ISO-9001, а также внедрена система экологического менеджмента в соответствии с требованиями международного стандарта ISO-14001.
Заводские разработки конструкций кабелей и проводов защищены более чем 100 патентами Украины на изобретения и полезные модели, пяти сотрудникам завода – В. М. Золотареву, В. П. Карпушенко, Ю. А. Антонцу, Л. Г. Василец и А. Ф. Кривенко была присуждена Государственная премия Украины в области науки и техники.

## Директора завода
1. Зыбин Юрий Александрович с 1943 г.
2. Костромин Виктор Григорьевич с 1958
3. Митин Владимир Иванович с 1964 г.
4. Воронько Василий Григорьевич с 1975 г.
5. Чернышев Виктор Андреевич с 1983 г.
6. Черняев Евгений Федорович с 1984 г.
7. Проценко Иван Макарович с 1986 г.
8. Золотарев Владимир Михайлович с 1995 г.[3]